# Tournon-Saint-Martin

Tournon-Saint-Martin este o comună în departamentul Indre, Franța. În 1 ianuarie 2022 avea o populație de 1.120 de locuitori.